# گدهایم
گدهایم (به آلمانی: Gädheim) یک شهر در آلمان است که در Haßberge واقع شده‌است.